# Mai presus de orice
Mai presus de orice este un film românesc, genul docudramă, produs de Casa de Filme 3 în anul 1978 și regizat de Dan Pița și Nicolae Mărgineanu. Inițial conceput ca un documentar despre catastrofalul cutremur din 4 martie 1977, filmul a intrat și în zona ficțiunii. Rolurile principale sunt interpretate de actorii Corneliu Dan Borcia, Nicolae Manolache și Dionisie Vitcu. 
Cenzura epocii nu a acordat avizul „bun de difuzare” din cauza existenței unor „imagini prea dure”, de mare impact emoțional, de aceea filmul a fost difuzat doar pe parcursul unei săptămâni din toamna anului 1978 în câteva localități mari din România și nu a intrat în rețeaua publică de difuzare cinematografică.

## Distribuție
- Corneliu Dan Borcia — Dominic Blaj, meșterul electrician din echipa de intervenție la deranjamente
- Nicolae Manolache — Andrei Bălan, aviatorul blond care-și caută soția (Maria)
- Dionisie Vitcu — voluntarul, minier de la Agnita care urma să plece cu soția în concediu la Suceava
- Tatiana Iekel — femeia care-și caută soțul
- Anny Braesky — bătrâna care-și caută rudele (menționată Any Braeschi)
- Lucia Mara — femeia însărcinată care se zbuciumă
- Elena Bog — soția lui Dominic, mamă a trei copii
- Mihai Dinvale — ofițerul care ia parte la acțiunile de salvare
- Traian Dragoș
- Mircea Constantinescu — soldatul inclus în echipele de salvare
- Dan Condurache — reporterul de la ziar
- Emil Riman
- Victor Rebengiuc — el însuși, actor venit la blocul lui Toma Caragiu
- Ion Besoiu — el însuși, actor venit la blocul lui Toma Caragiu
- Ion Caramitru — el însuși, actor venit la blocul lui Toma Caragiu
- Aurel Cioranu — el însuși, actor venit la blocul lui Toma Caragiu
- Mircea Diaconu — el însuși, actor venit la blocul lui Toma Caragiu
- Ovidiu Iuliu Moldovan — el însuși, actor venit la blocul lui Toma Caragiu
- Mirela Gorea — Maria, soția aviatorului
- Dorel Zaharia
- Ștefan Mirea
- Dumitru Honciuc — bărbatul care-și parca mașina atunci când fetița sa a urcat în bloc
- Lucreția Mayer
- Ion Lemnaru
- Luminița Gheorghiu — soția voluntarului
- Dan Apetrei
- Vasile Grădinaru
- Marin Benea
- Radu G. Zaharia
- Tănase Cazimir — bătrânul chel (menționat Cazimir Tănase)
- Ileana Cernat
- Gheorghe Crîșmaru
- Natalia Arsene
- Victoria Medeea
- Emil Reisenauer (menționat Emil Raisenauer)
- Mircea Jida — studentul cu mustață care a venit să-și ajute un coleg imobilizat cu piciorul în ghips
- Rodica Radu
- Angela Spiridon
- Șerban Ionescu — Dan, prietenul lui Andrei
- Lia Șahighian
- Constantin Melcea
- Cristian Irimia
- Eugen Racoți
- Osvald Gayer
- Roland Binder
- Hans Huprich
- Puiu Lazăr
- Ion Grigorescu
- Constantin Șelaru
- George Constantin — tatăl care-și bate fiul plecat să-i ajute pe sinistrați
- Dan Manoliu
- Vasile Giugaru
- Andi Ștefănescu
- Mircea Ștefan
- Ioan Martin
- Mihai Alexandru
- Ion Mingheraș
- Constantin Vîlcu
- Radu Cazan
- Sorin Caretu
- Bogdan Florescu
- Teodor Berca
- Gheorghe Negoescu
- Tudorel Filimon — șoferul cu mustață care-l conduce pe voluntar în Drumul Taberei
- Emil Mandric
- Dragomir Popescu
- Claudiu Panaitescu
- Stelian Stancu
- Gheorghe Buliga
- Petre Moraru — medicul chirurg
- Dragomir Bog
- Mirela Nicolau
- Aurel Dorobanțu
- Maricel Laurențiu
- Mihai Cibu
- Dinu Neagoe
- Iarina Demian
- Victorița Dobre (menționată Victoria Dobre)
- Anca Bejenaru
- Geo Dobre — unul din studenții care au venit să-și ajute un coleg imobilizat cu piciorul în ghips (nemenționat)
- Gelu Nițu — ofițer din echipele de salvare (nemenționat)
- Medeea Marinescu — fetița salvată de studenți (nemenționată)
- Romulus Rusan — el însuși, scriitor salvat după 6 ore din ruinele blocului Continental